# Listă de personalități din Chicago
Această listă de personalități marcante din Chicago cuprinde o enumerare cronologică a celor mai reprezentative persoane născute în marele oraș american.
Dacă nu este precizată etnia unei persoane, se subînțelege că acesta este americană.
- Emma Abbott (1850 - 1891), soprană;
- Elizabeth Sprague Coolidge (1864 - 1953), pianist;
- Florenz Ziegfeld Jr. (1867 - 1932), producător de spectacole;
- George Ellery Hale (1868 - 1938), astrofizician;
- Frank Norris (1870 - 1902), scriitor;
- Charles Avery (1873 - 1926), actor;
- Edgar Rice Burroughs (1875 - 1950), scriitor;
- Charles Dvorak (1878 - 1969), atlet;
- James Burnham (1905 - 1987), filozof;
- Sam Giancana (1908 - 1975), gangster;
- Jean Hagen (1923 - 1977), actriță;
- Gene Deitch (1924 - 2020), ilustrator; regizor;
- Frank Drake (1930 - 2022), astronom, astrofizician;
- John Flynn (1932 - 2007), regizor;
- Robert Conrad (1935 - 2020), actor, cântăreț;
- John Wayne Gacy (1942 - 1994), criminal în serie;
- Harrison Ford (n. 1942), actor;
- Merrick Garland (n. 1952), avocat, procuror general;
- Jim Belushi (n. 1954), actor;
- Ertharin Cousin (n. 1957), om politic;
- Neil Flynn (n. 1960), actor;
- Terrence Howard (n. 1969), actor;
- Simone Elkeles (n. 1970), scriitoare;
- Jennifer Hudson (n. 1981), actriță, cântăreață;
- Landry Bender (n. 2000), actriță.